# Nenad Stekić
Nenad Stekić (Belgrado, Yugoslavia, 7 de marzo de 1951-18 de julio de 2021) fue un atleta serbio especializado en la prueba de salto de longitud, en la que consiguió ser subcampeón europeo en 1978.

## Carrera deportiva
En el Campeonato Europeo de Atletismo de 1978 ganó la medalla de plata en el salto de longitud, con un salto de 8.12 metros, siendo superado por el francés Jacques Rousseau que batió el récord de los campeonatos con 8.18 m, y por delante del soviético Vladimir Tsepeliev (bronce con 8.01 m).